# Montemiletto
Montemiletto – miejscowość i gmina we Włoszech, w regionie Kampania, w prowincji Avellino.
Według danych na 1 stycznia 2022 roku gminę zamieszkiwały 5043 osoby (2499 mężczyzn i 2544 kobiety).